# Mario Lemina
Mario Lemina (Libreville, 1. rujna 1993.) gabonski je nogometaš koji trenutačno igra za Galatasaray.
Guerreiro je započeo svoju karijeru u FC Lorientu. Iz Lorient je prešao u Olympique de Marseille. Kasnije je potpisao u torinski Juventus. U ljetnom prijelaznom roku 2017. je se Gabonac pridružio Southamptonu.
U 2015. godini je debitirao za gabonsku nogometnu reprezentaciju.

## Klupska karijera

### Lorient
Lemina je se pridružio nogometnoj školi FC Lorienta s 11 godina. Kasnije je počeo igrati za prvu momčad Lorienta u 2012./13. sezoni.

### Marseille
U lipnju 2013. godine je Lemina potpisao za prvoligaša Olympique de Marseillea za 4 milijuna eura. S Marseilleom je u prvoj sezoni započeo u osam ligaških utakmica u 2013./14. sezoni. S dolaskom Marcela Bielsa je Gabonac dobio više prilika u 2013./14. Te sezone je Lemina završio s Marseilleom na četvrtom mjestu na ljestvici Ligue 1 uz 23 nastupa. U veljači 2015. godine je Lemina dobio crveni karton zbog prekršaja na Olu Toivonena u ligaškom susretu protiv Stade Rennaisa.

### Juventus
Na zadnji dan ljetnog prijelaznog roka u 2015. je Lemina otišao na posudbu u talijanski Juventus. U rujnu te godine je zabio svoj prvi pogodak za Staru damu u porazu protiv S.S.C. Napolija. Lemina je u travnju 2016. godine potpisao četverogodišnji ugovor s Juventusom, koja je aktivirala otkupnu klauzulu za Gabonca od 9,5 milijuna eura. U finalu Coppe Italije je Lemina bio u udarnoj postavi protiv A.C. Milana u Rimu, gdje je sa svojom momčadi nakon 90 minuta slavio s 0:1.

### Southampton
U kolovozu 2017. je Gabonac potpisao za englesk prvoligaša Southampton. Lemina je s petogodišnjim ugovorom postao drugo pojačanje Sainstsa. S transferom od 20 milijuna eura je Lemina srušio klupski rekord u Southamptonu.

## Reprezentativna karijera
Lemina je imao mogućnost nastupati za Gabon ili Francusku. Poziv gabonskog nogometnog saveza za nastup na Afrički kup nacija u 2015. je veznjak odbio. Nakon osvajanja Svjetskog prvenstva s Francuskom do 20 godina, Lemina je odabrao gabonsku nogometu reprezentaciju. Lemina je debitirao za Pantere protiv Tunisa u listopadu 2015. godine. U toj utakmici je zabio i svoj prvi pogodak za Gabon.
Gabonski nogometni izbornik objavio je u 2016. popis za nastup na Afričkom kupu nacija u Gabonu, na kojem se nalazio Lemina. U prvoj utakmici turnira je veznjak bio na travnjaku. Zbog ozljede je Lemina morao propustiti ostatak prvenstva.

### Reprezentativni golovi
| Broj                                                                | Datum              | Stadion                             | Protivnik | Pogodak | Rezultat | Natjecanje   |
| ------------------------------------------------------------------- | ------------------ | ----------------------------------- | --------- | ------- | -------- | ------------ |
| 1.                                                                  | 9. listopada 2015. | Stade Olympique Radès, Radès, Tunis | Tunis     | 2:3     | 3:3      | Prijateljska |
| * Golovi u reprezentaciji zadnji su put ažurirani 9. kolovoza 2017. |                    |                                     |           |         |          |              |